# 第32大隊 (南アフリカ)

32大隊の旗

旧南アフリカ国防軍第32大隊(32 Battalion)は、白人黒人混成の軽歩兵大隊。旧南アフリカ陸軍の精鋭部隊であり、日本のメディアでは特殊部隊と混同されることもある。通称はバッファロー大隊 (Buffalo Battalion) 、もしくは恐るべき者 (Terrible One) 。

## 沿革

### 創設、戦地への投入

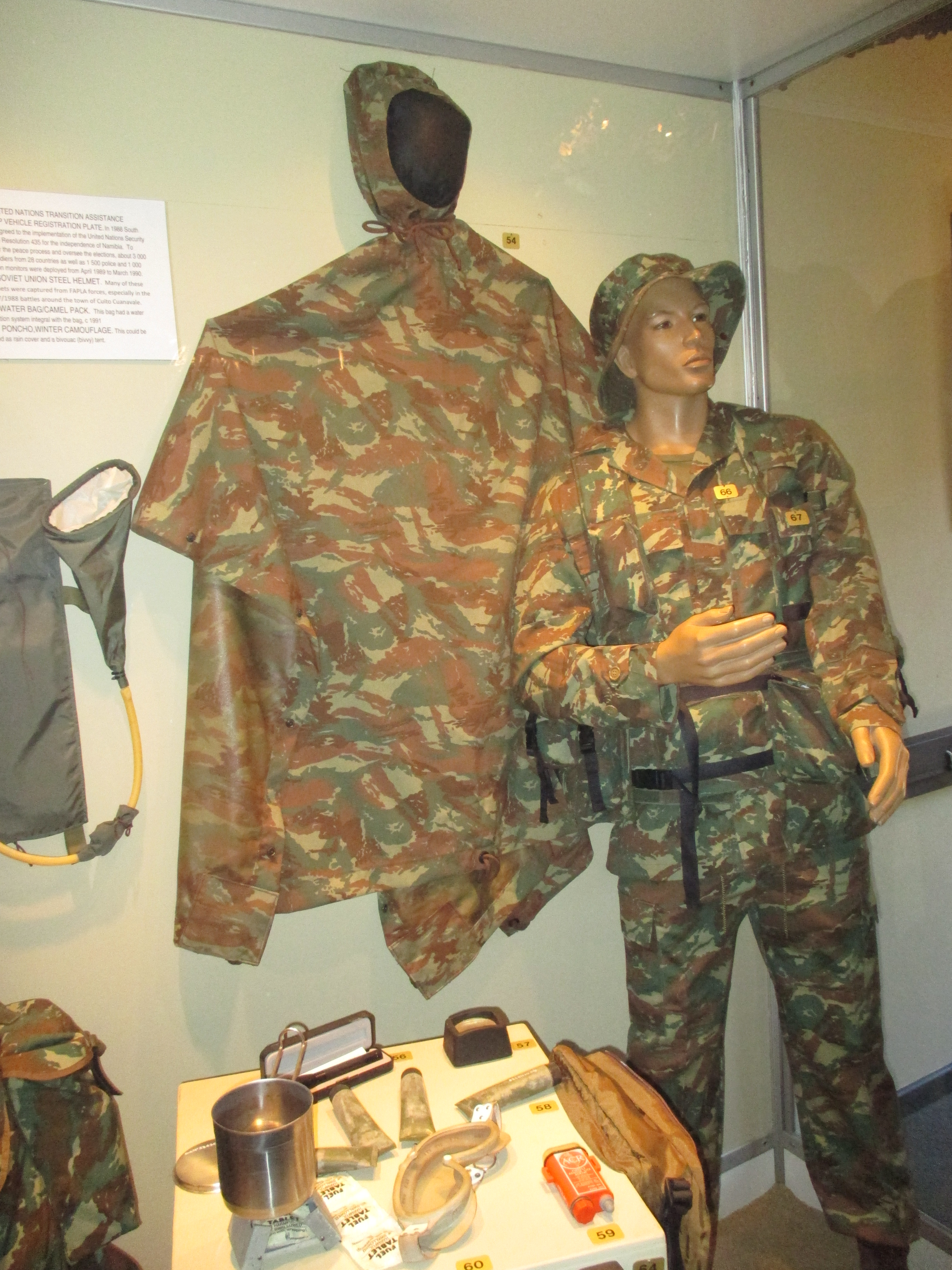
記念館に飾られた第32大隊員の軍服

1975年に南アフリカ共和国国防相ピーター・ウィレム・ボータは、アンゴラ解放人民運動（MPLA）を支援するソビエト連邦やキューバに対抗してアンゴラ内戦に直接介入する方針を決定し、サバンナ作戦ではアンゴラに武力侵攻を行い、MPLAと対立したアンゴラ民族解放戦線（FNLA）やアンゴラ全面独立民族同盟（UNITA）に属したアンゴラの黒人も引き入れて第32大隊や南西アフリカ警察対不正規戦部隊を組織した。特にボータに象牙のAK-47も贈る仲だったUNITAのジョナス・サヴィンビ議長と親交を結び、南アフリカ軍がUNITAを支援する軍事作戦を連続して実行したクイト・クアナヴァレの戦いは第二次世界大戦以来のアフリカ大陸での大規模な戦闘の1つとされた。第32大隊は、南アフリカ国防軍特殊部隊旅団指揮官のヤン・ブレインバッハ大佐（当時）によって、対反乱 (COIN) 作戦を目的として率いられた。黒人隊員の多くはアンゴラ民族解放戦線に所属していたアンゴラ人であり、アンゴラ内戦を経験して南アフリカに入国して第32大隊の一員になった。白人の士官、指揮官などは南アフリカ人が多かったが、アメリカ人、オーストラリア人、旧ローデシア人、ポルトガル人なども少数所属していた。
第32大隊はアンゴラ内戦やナミビア独立戦争に投入され、アンゴラでは「クトゥ・クアナヴァールの戦い」に参加する。

### 南ア国内での戦闘
ナミビアの独立後、第32大隊はインカタ自由党とアフリカ民族会議の対立が激しいタウンシップでの治安維持任務に投入された。またこの間、第32大隊は1992年にトランスヴァール州（現在のハウテン州）のポーラ公園にて群衆に発砲し殺害したと言われている。

## 編成

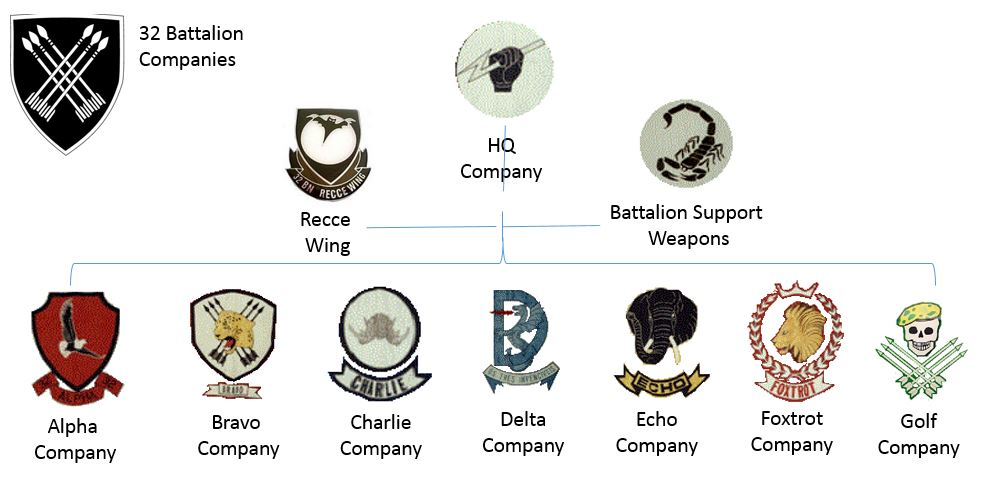
第32大隊の編成図

- アルファ中隊
- ブラボー中隊
- チャーリー中隊
- デルタ中隊
- エコー中隊
- フォックストロット中隊
- ゴルフ中隊
- 武器支援部隊

81mm迫撃砲や対戦車砲、機関銃による支援を担当する。
- 偵察部隊(Recce Wing)

偵察が主な任務で、白人は顔を黒く塗って黒人に偽装しながら敵対者の情報収集にあたっていた。

## 装備
第32大隊は通常の小火器の他に120mm迫撃砲や90mm対戦車砲 。ラーテル歩兵戦闘車や20mm対空機関砲を設置したブッフェル装甲兵員輸送車などを保有していた。
また小火器も南アフリカ製だけでなく、AK47、PKM軽機関銃、RPG7など敵側から鹵獲した共産圏製の武器を所持している写真もある。

## 隊員たちのその後
第32大隊はアパルトヘイト終了後の1993年に解体され、黒人隊員らはポムフレットという辺境の村で家族と共に固まって生活し、治安の悪い都市部で働く警備員やエグゼクティブ・アウトカムズのような民間軍事会社の社員として生計を立てている。
2002年には、サイモン・マンとニック・ドゥトワらを現場指揮官としてマーク・サッチャーが計画したクーデター計画に第32大隊出身者らが参加し、赤道ギニアの空港で逮捕される事件が発生した。

## リンク
- 南アフリカがプロパガンダのために制作した第32大隊のドキュメンタリー